# Anodendron tubulosum
Anodendron tubulosum är en oleanderväxtart som först beskrevs av Henry Nicholas Ridley, och fick sitt nu gällande namn av D.J. Middleton. Anodendron tubulosum ingår i släktet Anodendron och familjen oleanderväxter. Inga underarter finns listade i Catalogue of Life.